# Phoebe phoebe
Phoebe phoebe là một loài bọ cánh cứng trong họ Cerambycidae.